# Synagoge (Hohebach)

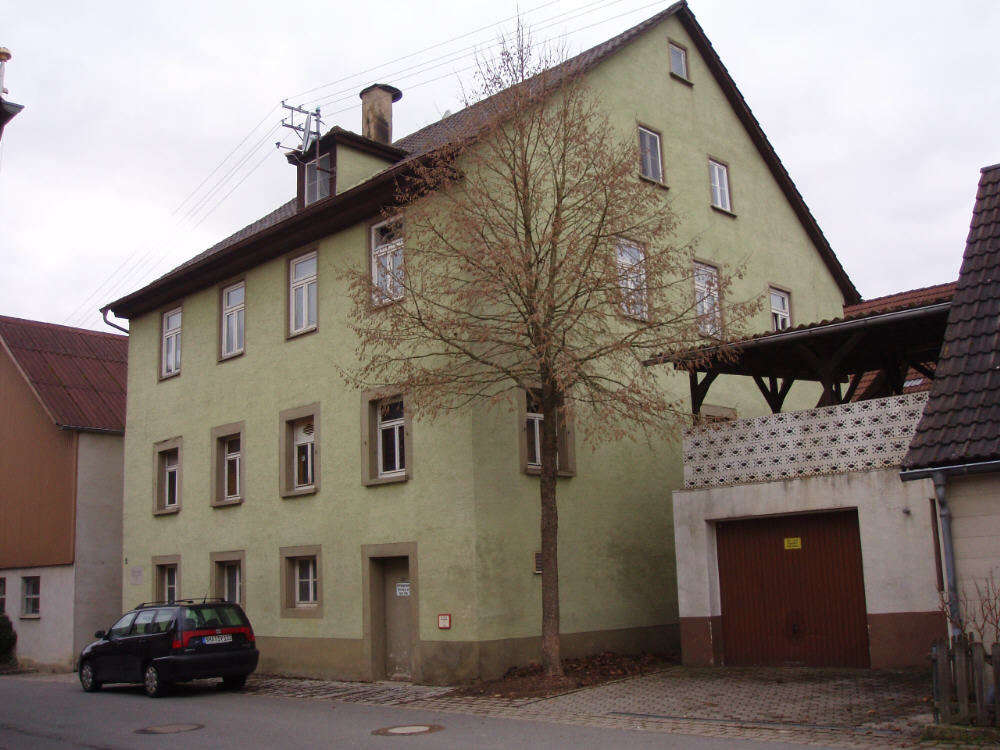
Das Gebäude im Jahr 2009

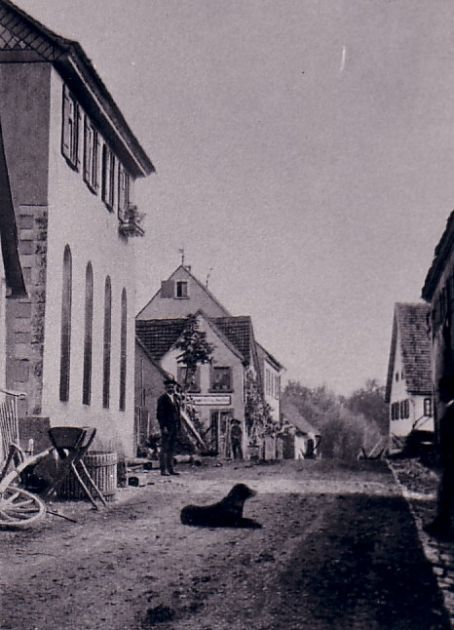
Die Synagoge um 1900

Die Synagoge Hohebach in der Rathausstraße 5 in Hohebach war die Synagoge der dortigen jüdischen Gemeinde.

## Jüdische Einwohner in Hohebach
Bis zur Judenverfolgung in der Pestzeit des 14. Jahrhunderts lebten bereits Juden in Hohebach. Über ein eventuell damals schon bestehendes Gotteshaus ist jedoch nichts bekannt. 1637 wurde der Zuzug jüdischer Familien nach Hohebach wieder gestattet, für 1740 sind 40 jüdische Einwohner bezeugt, und im 19. Jahrhundert stieg die Zahl zeitweise bis auf 181 im Jahr 1858 an. Die Geschichte der jüdischen Gemeinde in Hohebach endete in den 1940er Jahren mit der Deportation der letzten acht verbliebenen jüdischen Einwohner. An einigen Gebäuden in Hohebach ist noch eine Vertiefung im Türsturz zu erkennen, wo einst die Mesusa angebracht war, ferner erinnern der Straßenname Judenweg, der jüdische Friedhof und eine Gedenktafel an der letzten Synagoge an die jüdischen Mitbürger.

## Vorgängerbauten
Für das Jahr 1685 ist das Vorhandensein eines Betsaales in einem privaten Gebäude bezeugt, das auch von Juden aus Dörzbach besucht wurde, was zunächst offiziell nicht gestattet war. 1752 erhielten Juden aus Dörzbach gegen Zahlung einer jährlichen Gebühr von zwei Gulden die Erlaubnis, Gottesdiensten in Hohebach beizuwohnen. Zu Beginn des 19. Jahrhunderts befand sich der Betsaal der Gemeinde in der Privatwohnung von Jud Gumbel und Mänle Mul.
1816 wurde der Bau einer Synagoge für die Gemeinde, die sich nun von der Gemeinde Ailringen unabhängig gemacht hatte, vom Ministerium des Inneren genehmigt. Die Baukosten wurden auf etwa 3000 Gulden veranschlagt, eine Summe, die zum Teil durch eine Kollekte aufgebracht werden sollte. Auf einem Grundstück, das der Gemeindevorsteher Marx Isaac zunächst selbst erworben und dann an die Gemeinde verkauft hatte, wurde eine erste Synagoge errichtet. Dieses einstöckige Bauwerk war jedoch bereits 1838 baufällig. Nachdem festgestellt worden war, dass Einsturzgefahr drohte, erhielt die Gemeinde 1839 250 Gulden als staatliche Beihilfe zum Neubau der Synagoge sowie zur Einrichtung einer Schule. 1840 erfolgte daher der Abbruch oder zumindest ein Teilabriss des ersten offiziellen Synagogenbaus in Hohebach.

## Die letzte Synagoge
Möglicherweise wurde ein Teil des ersten Gebäudes in den Nachfolgerbau integriert. Dieser war mehrstöckig, und die Anordnung der Räumlichkeiten war ungewöhnlich: Im Obergeschoss befanden sich die Schule, die Lehrerwohnung und ein Zimmer für den Synagogenrat. Im Erdgeschoss war der Betsaal und darunter ein Gewölbekeller. Der Betsaal war mit einer Frauenempore ausgestattet und besaß an der Westwand eine Uhr mit Schlagwerk. Zur Ausstattung gehörten auch vier Leuchter; im Toraschrein wurden acht Torarollen aufbewahrt; ebenso befanden sich acht Widderhörner im Besitz der Gemeinde. Das Gestühl hatte eine Gesamtlänge von 70 Metern (38 für Männer, 8 für Kinder und 24 auf der Frauenempore). Das Bauwerk besaß ein Giebelziegeldach und war aus Stein und Fachwerk errichtet worden. Dieses Haus, das 1850 erweitert wurde, wurde unter anderem durch ein Darlehen eines Kaufmanns aus Bad Mergentheim und durch einen Beitrag aus der Gemeindekasse finanziert.

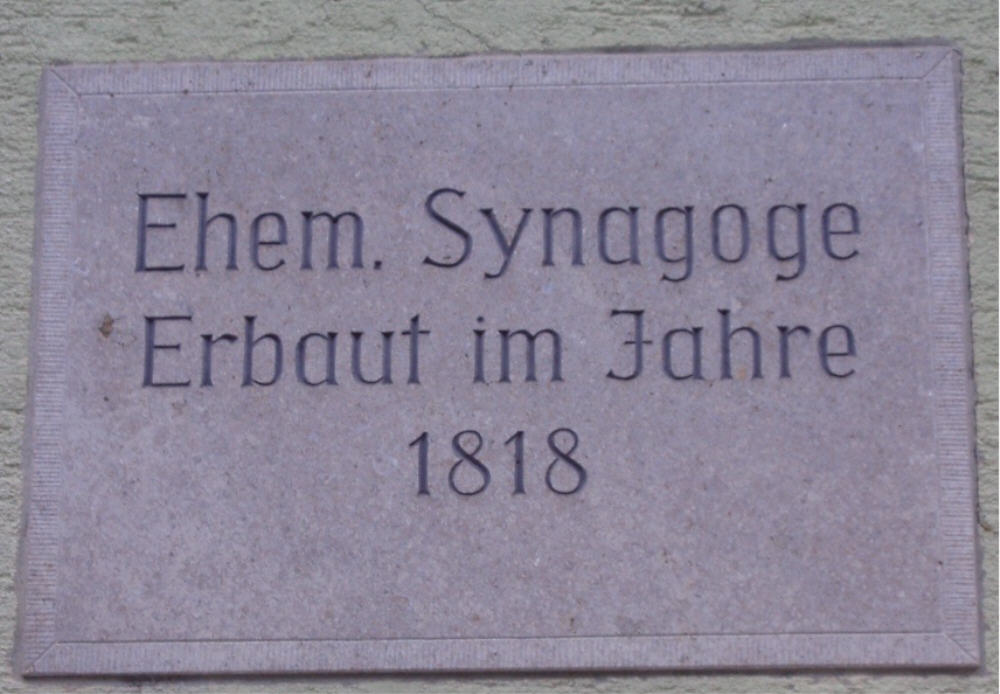
Hinweistafel am Haus

Während der Novemberpogrome 1938 wurde das Gebäude aus Sorge um Nachbarbauten nicht in Brand gesetzt, jedoch die gesamte Inneneinrichtung demoliert und verbrannt. Danach wurde die Synagoge als Lagergebäude verwendet. 1943 nahm die Gemeinde Hohebach sowohl die Synagoge als auch den jüdischen Friedhof in Besitz. Nach dem Zweiten Weltkrieg wurde das Gebäude teilweise zum Wohnhaus umgebaut. Dieser Umgestaltung fielen die Rundbogenfenster des ehemaligen Betsaales zum Opfer, der zunächst zur Gemeindewaschküche und später zu einem Lagerraum umfunktioniert wurde. Aus der Frauenempore wurde ein Jugendzentrum. An die einstige Verwendung des Gebäudes erinnern heute nur noch ein steinernes Portal, die Treppe, die einst zur Frauenempore führte, und die Gedenktafel, die 1986 angebracht wurde. Sie nennt als Baujahr des Hauses das Jahr 1818, bezieht sich also auf den ersten Synagogenbau der Gemeinde.